# Juan de la Cierva y Hoces
Juan José de la Cierva y Hoces (* 31. März 1929 in Madrid; † 24. Juni 2020 ebenda) war ein spanischer Erfinder und Ingenieur. Im Jahr 1970 erhielt er als erster Spanier einen Oscar für Wissenschaft und Entwicklung. Er meldete mehr als 50 Patente an.

## Leben
Der Bruder des Historikers und ehemaligen Ministers Ricardo de la Cierva und Neffe des Erfinders des Tragschraubers, Juan de la Cierva y Codorníu, besuchte das Gymnasium Colegio de Areneros (Jesuiten) und begann nach der Auszeichnung mit einem Preis sein Universitätsstudium an der Escuela Superior de Ingenieros de Telecomunicación in Madrid.
Bald trat er in die Fußstapfen seines Onkels und begann, zu forschen und zu erfinden. 1947 ließ er seine erste Erfindung patentieren, einen Zieleinlaufschreiber für Pferderennen, der auf der Zarzuela-Rennbahn in Madrid installiert wurde. 1950 war er einer der Pioniere auf diesem Gebiet. Im Jahr 1950 war er einer der Pioniere bei der Einrichtung der ersten Sendungen von Radio Televisión Española.
1954 ging er nach Kuba, wo er am Bau des Hubschraubers C-54 beteiligt war. Nach dem Regimewechsel auf der Insel siedelte er 1959 in die Vereinigten Staaten über. Dort war er Mitbegründer der Dynasciences Corporation, einem Luftfahrtunternehmen, wo er an der Entwicklung des Hubschrauber-Stabilitäts- und Steuerungshandbuchs für das US-Verteidigungsministerium beteiligt war. Sein nächstes Projekt bei Dynasciences war Dynalens, für das er 1970 den Preis für den besten technischen Beitrag zur Filmindustrie erhielt. Dynalens war ein optischer Stabilisator, der die Auswirkungen von Kameraverwacklungen, Vibrationen und Unschärfe beseitigen sollte. Tora! Tora! Tora! war der erste Film, der diese Erfindung nutzte. Während seiner Zeit in den USA erfand er eine Vorrichtung zur Entladung statischer Elektrizität für Hubschrauber, ein unbemanntes Luftfahrzeug (UAV) mit GPS-Ortung (1972).
Zwischen 1975 und 1979 war er für das Sicherheitssystem von La Zarzuela und La Moncloa verantwortlich. Er arbeitete auch an der Entwicklung anderer Projekte wie der Raketenabwehrkanone Meroka. 1979 ließ er sich in den USA nieder, um der spanischen Justiz zu entkommen, die ihn schließlich 1981 wegen Unterschlagung anklagte. Er arbeitete noch viele Jahre sowohl für die spanische Regierung als auch für den spanischen Staat.
Danach arbeitete er viele Jahre sowohl für das US-Verteidigungsministerium als auch für IBM, EDS und andere große Unternehmen. Er war auch an der Entwicklung des MPEG-Protokolls beteiligt, das als Grundlage für das moderne TDT diente.
Im Jahr 1997 zog er zurück nach Spanien. Seine letzte Erfindung war der Heligiro im Jahr 2004.
Er starb am 24. Juni 2020 im Alter von einundneunzig Jahren in Madrid. Nach seinem Tod wurde der jährlich verliehene Preis für spanische Luftfahrtjournalisten in Juan de la Cierva y Hoces Preis für spanische Luftfahrtjournalisten umbenannt.